# Comunidad el Naranjo
Comunidad el Naranjo är en ort i Mexiko.   Den ligger i kommunen Tampamolón Corona och delstaten San Luis Potosí, i den centrala delen av landet, 250 km norr om huvudstaden Mexico City. Comunidad el Naranjo ligger 199 meter över havet och antalet invånare är 325.
Terrängen runt Comunidad el Naranjo är platt österut, men västerut är den kuperad. Runt Comunidad el Naranjo är det ganska tätbefolkat, med 58 invånare per kvadratkilometer. Närmaste större samhälle är Tanquián de Escobedo, 12,8 km öster om Comunidad el Naranjo. Omgivningarna runt Comunidad el Naranjo är en mosaik av jordbruksmark och naturlig växtlighet.